# Albrecht von Groddeck
Albrecht von Groddeck (né à Danzig le 25 août 1837, décédé à Clausthal le 18 juillet 1887) est un géologue, professeur d'exploitation minière prussien et le directeur de l'Académie des Mines de Clausthal.

## Biographie
Albrecht Ludwig von Groddeck est le fils d'un Conseil de l'Amirauté. Sa mère est une sœur du maître mineur prussien Martin. Après son Abitur soutenu à Danzig en 1856, il entre dans la filière minière, étudie d'abord à l'Université technique de Brunswick et, après une année de stage dans la mine de fer de Zorge, poursuit ses études à l'Université Humboldt de Berlin, à l'Université de Breslau et à partir de 1862 à l'Académie des Mines de Clausthal. En 1863, il y obtient son diplôme d'ingénieur des Mines avec les honneurs. Un an plus tard, il devient professeur d'exploitation minière à l'Académie. Après la retraite du professeur Friedrich Adolph Roemer en 1867, il reprend en outre les enseignements de minéralogie et de géologie. En 1871, il est nommé directeur de l'Académie. En 1867, il obtient un doctorat de l'Université de Göttingen (sur les gisements du nord-ouest du Haut-Harz). En 1872, il reçoit le titre de conseiller royal des Mines. En 1880, il enseigne l'exploitation minière et introduit en 1881 une nouvelle matière dans le cursus de l'Académie : le cours sur les gisements métallifères.
Ses points forts scientifiques sont la prospection géologique et la géologie du Harz (en particulier la partie nord-ouest) et de ses gisements. Il est à l'origine d'une carte géologique des monts du Harz, qualifiée d'excellente pour son temps. Son magistral "Traité des gîtes métallifères" (Lehre von der Lagerstätten der Erze, paru en 1879) fut traduit en français et publié en 1884 par Henry Kuss.

## Œuvres
- (de) Die Lehre von den Lagerstätten der Erze, ein Zweig der Geologie, (La science des dépôts de minerais, une branche de la géologie), Leipzig, 1879
- (de) Panorama de la géognosie du Harz, avec une attention particulière à la partie nord-ouest, Clausthal 1871, 2e édition 1883
- (de) Sur les gisements du nord-ouest du Haut-Harz, Journal de la Société géologique allemande, 1866
- (de) Coupes géognostiques à travers le Haut-Harz, avec des explications, Z. f. Mines, métallurgie et salines dans l’État prussien, volume 21, 1873
- Traité des gîtes métallifères (avec 109 gravures dans le texte) traduit de l'allemand par H.Kuss (ingénieur des mines), Dunod (Paris), 1884, texte disponible en ligne sur LillOnum